# Таврийское (Каховский район)
Таври́йское (укр. Таврійське; до 2016 года — Пролета́рий) — село в Верхнерогачикской поселковой общине Каховского района Херсонской области Украины. Находится на левом берегу реки Рогачик.
Население по переписи 2001 года составляло 186 человек. Почтовый индекс — 74430. Телефонный код — 5545. Код КОАТУУ — 6521583304.

## Местный совет
74430, Херсонская обл., Верхнерогачикский р-н, с. Первомаевка, ул. Гагарина, 2